# Schœnenbourg
Schœnenbourg (Schönenburg in tedesco e Scheeneburi in dialetto alsaziano) è un comune francese di 694 abitanti situato nel dipartimento del Basso Reno nella regione del Grand Est. Nel paese è situata l’Opera Schoenenbourg, fortificazione militare che fa parte della linea Maginot, situata vicino al confine Germania.

## Società

### Evoluzione demografica
Abitanti censiti